# Marlene Mathews
Marlene Judith Mathews, później Willard i O’Shea (ur. 14 lipca 1934 w Sydney) – australijska lekkoatletka specjalizująca się w biegach sprinterskich, uczestniczka igrzysk olimpijskich w latach 1956 i 1960, dwukrotna brązowa medalistka olimpijska z 1956 r. z Melbourne, w biegach na 100 i 200 metrów.

## Kariera sportowa
Wystąpiła na igrzyskach Imperium Brytyjskiego i Wspólnoty Brytyjskiej w 1954 w Vancouver, ale nie ukończyła biegu eliminacyjnego na 100 jardów wskutek kontuzji.
Zdobyła brązowe medale w biegu na 100 metrów i biegu na 200 metrów na igrzyskach olimpijskich w 1956 w Melbourne, w obu przypadkach przegrywając ze swoją koleżanką z reprezentacji Australii Betty Cuthbert i Christą Stubnick ze wspólnej reprezentacji Niemiec.
Na igrzyskach Imperium Brytyjskiego i Wspólnoty Brytyjskiej w 1958 w Cardiff zdobyła złote medale w biegu na 100 jardów (przed Angielkami Heather Young i Madeleine Weston) i w biegu na 220 jardów (przed Cuthbert i Young) oraz srebrny w sztafecie 4 × 110 jardów, która biegła w składzie: Cuthbert, Kay Johnson, Willard, i Wendy Hayes. Na igrzyskach olimpijskich w 1960 w Rzymie Willard odpadła w półfinale biegu na 100 metrów i eliminacjach sztafety 4 × 100 metrów.
Ustanowiła następujące rekordy świata:
| Konkurencja             | Data i miejsce               | Wynik       |
| ----------------------- | ---------------------------- | ----------- |
| bieg na 100 jardów      | 1 marca 1958(dts), Sydney    | 10,4 (wyr.) |
| bieg na 100 jardów      | 20 marca 1958(dts), Sydney   | 10,3        |
| bieg na 220 jardów      | 6 stycznia 1957(dts), Sydney | 23,4        |
| bieg na 440 jardów      | 22 marca 1957(dts), Sydney   | 57,0        |
| sztafeta 4 × 220 jardów | 5 grudnia 1956(dts), Sydney  | 1:36,3      |

Była mistrzynią Australii w biegach na 100 jardów i na 220 jardów w 1957/1958, wicemistrzynią w biegu na 100 jardów w 1953/1954 i w biegu na 220 jardów w 1955/1956 oraz brązową medalistką w biegu na 100 jardów w 1955/1956 i 1959/1960 oraz w biegu na 220 jardów w 1053/1954.
W 1999 została oficerem Orderu Australii

## Rekordy życiowe
- bieg na 100 metrów – 11,5 – 1956
- bieg na 200 mmetrów – 23,54 – 1958[1]